# Asiraca clavicornis
Asiraca clavicornis är en insektsart som först beskrevs av Johan Christian Fabricius 1794.  Asiraca clavicornis ingår i släktet Asiraca och familjen sporrstritar. Utöver nominatformen finns också underarten A. c. divisa.